# Papuagrion magnanimum
Papuagrion magnanimum är en trollsländeart som först beskrevs av Selys 1876.  Papuagrion magnanimum ingår i släktet Papuagrion och familjen dammflicksländor. Inga underarter finns listade i Catalogue of Life.